# 德弗
德弗（阿維斯陀語：𐬛𐬀𐬉𐬎𐬎𐬀）又譯達埃瓦，也稱迪弗、德維。是瑣羅亞斯德教中對於殘惡的生魔的統稱，與仁善的神靈阿胡拉對立。《阿維斯塔》中的驅魔書《維提吠達特》就是針對德弗的宗教典籍。德弗與阿梅沙·斯彭塔、亞扎塔處於敵對關係，主要的有二十多位。

## 列表
- 阿卡·馬納（Aka Manah）也稱阿庫曼（Akuman）：意為「惡思」、「惡意」，是瓦胡·馬納的死敵。
- 德魯傑（Druj）也稱多魯格（Dorough）：意為「虛偽」、「欺詐」，是阿沙·瓦希什塔的死敵。
- 艾什瑪（Aēšma）也稱哈什姆（Khashm）：意為「憤怒」、「暴虐」，是赫沙特拉·瓦伊里亞的死敵。
- 塔羅克馬特（Tarōkmat）也稱塔魯馬特（Tarumat）：意為「叛教」、「傲慢」，是斯彭塔·阿爾邁蒂的死敵。
- 托里茲（Tōrīz）也稱圖里茲（Turīz）：意為「疾病」、「破壞」，是胡爾瓦塔特的死敵。
- 阿斯托維扎圖（Astovidhātu）也稱阿斯特維達特（Astvīdāt）、維扎圖（Vidhātu）、維達特（Vīdāt）：意為「死亡」，是阿梅雷塔特的死敵。
- 賈赫（Jah）也稱賈希（Jahī）、傑赫（Jeh）：淫蕩女妖，一說為安哥拉.曼紐之妻，另說為安哥拉.曼紐之女。
- 阿日達哈卡（Azhidahāka）也稱阿日達哈克（Azhidahāk）、扎哈克（Dahāk）：蛇形巨妖，傳說中的暴君。曾與火神阿塔爾爭奪靈光未遂。
- 阿普沙（Apausha）也稱阿普什（Apūsh）：旱神，是雨神蒂爾的死敵。
- 派里卡（Pairīka）也稱帕里（Parey）：蠱惑女妖。
- 布什揚斯塔（Bushyānsta）也稱布沙斯普（Būshāsp）、布沙斯布（Būshāsb）：貪睡惡魔，是遵命天使索魯什的死敵。
- 馬赫爾庫沙（Mahrkūsha）或稱馬爾科斯（Malkōs）、馬爾庫斯（Malkus）：是暴風雪惡魔。
- 斯彭傑魯什（Spenjrush）：雷電惡魔，是雨神蒂爾的死敵。
- 維扎雷沙（Vizaresha）也稱維扎爾什（Vīzarsh）、瓦尤（Vayu）、瓦伊（Vāy）：拖死鬼。
- 派蒂亞拉（Paityāra）也稱帕特亞拉克（Patyārak）：對抗惡魔。
- 阿拉什克（Arashk）也稱拉什克（Rashk）：嫉妒惡魔。
- 孔德（Kund）：酗酒惡魔。
- 扎馬克（Zamak）：寒冬惡魔。
- 派里馬特（Pairīmat）：腐敗惡魔。
- 密特爾·德魯傑（Mitr-Druj）也稱梅赫爾·多魯格（Mehr-Dorough）：毀約惡魔。
- 納蘇什（Nasūsh）：骯髒惡魔。

## 與印度教神話中的提婆之間的關係
一種流行的觀點聲稱德弗對應印度教神話中的提婆（Deva），後者是對於仁善的神靈的統稱，在神話中，祂們是殘惡的神靈阿修羅（Asura）的天敵。 在吠陀教（婆羅門教的前身）早期的神話中，阿修羅的形象比較正面，在吠陀教聖典《吠陀經》最早出現的部份中，不論是善是惡，所有超自然生靈都被稱為提婆及阿修羅，事實上，在神話中，提婆及阿修羅都是由生主所生的，只是因為提婆選擇行善，阿修羅卻選擇作惡，所以才使得祂們之間出現差別，直到後來，婆羅門教開始將阿修羅當成惡魔。
有意見認為婆羅門教把阿修羅當成惡魔和瑣羅亞斯德教將德弗當成惡魔，反映了古時印度人與波斯人之間的衝突。伊朗百科全書否定了這種説法，認為印度把阿修羅當成惡魔，伊朗將德弗當成惡魔，都發生得太晚，因此有關詞彙不能被視為印度-伊朗宗教術語的特徵。伊朗百科全書認為由尼伯格（Nyberg）、語言學家雅克·杜切內-古列明（Jacques Duchesne-Guillemin）及維德格倫（Widengren）所提出的這種觀點，牽扯到冗長而且完全是推測性的討論上。